# The Greatest Hits: Don't Touch My Moustache
The Greatest Hits" de "Hoobastank é uma coletânea musical de Hoobastank, lançada em 2009.

## Faixas
| N.º | Título                                  | Duração |  |
| 1.  | "Crawling In The Dark"                  | 2:58    |  |
| 2.  | "My Turn"                               | 3:11    |  |
| 3.  | "Out Of Control"                        | 2:44    |  |
| 4.  | "The Reason"                            | 3:55    |  |
| 5.  | "Born To Lead"                          | 3:52    |  |
| 6.  | "Inside Of You"                         | 3:13    |  |
| 7.  | "Just One"                              | 3:21    |  |
| 8.  | "Running Away"                          | 3:01    |  |
| 9.  | "Pieces"                                | 3:17    |  |
| 10. | "Same Direction"                        | 3:16    |  |
| 11. | "Remember Me"                           | 3:36    |  |
| 12. | "If I Were You"                         | 4:21    |  |
| 13. | "So Close, So Far"                      | 3:17    |  |
| 14. | "All About You"                         | 2:58    |  |
| 15. | "Disappear"                             | 5:04    |  |
| 16. | "The Letter Feat. Anna Tsuchiya"        | 4:04    |  |
| 17. | "Did You (from Spiderman 2 soundtrack)" | 3:19    |  |
| 18. | "Connected (from Halo 2 soundtrack)"    | 2:41    |  |